# Biophytum proliferum
Biophytum proliferum là một loài thực vật có hoa trong họ Chua me đất. Loài này được (Arn.) Wight mô tả khoa học đầu tiên năm 1840.